# Палестина на Светском првенству у атлетици на отвореном 2023.
Палестина је учествовала на 19. Светском првенству у атлетици на отвореном 2023. одржаном у Будимпешти од 19. до 27. августа осамнаести пут. Репрезентацију Палестине представљао је 1 такмичар који се такмичио у трци на 800 метара.
На овом првенству такмичар Палестине није освојио ниједну медаљу али је оборио лични рекорд.

## Учесници
Мушкарци: 
- Мохамед Дведар — 200 м

## Резултати

### Мушкарци
| Атлетичар      | Дисциплина | Лични рекорд | Квалификације | Квалификације | Полуфинале           | Полуфинале           | Финале               | Финале       | Детаљи |
| Атлетичар      | Дисциплина | Лични рекорд | Резултат      | Место         | Резултат             | Место                | Резултат             | Место        | Детаљи |
| -------------- | ---------- | ------------ | ------------- | ------------- | -------------------- | -------------------- | -------------------- | ------------ | ------ |
| Мохамед Дведар | 800 м      | 1:56,06      | 1:55,45 ЛР    | 9. у гр. 7    | Није се квалификовао | Није се квалификовао | Није се квалификовао | 57 / 60 (61) |        |